# GolfTV
GolfTV é um serviço de streaming internacional de propriedade da Warner Bros. Discovery e administrado por sua divisão Discovery Golf, que transmite torneios de golfe, notícias e documentários.

## História
Em junho de 2018, a Discovery Inc. e a PGA Tour fecharam um acordo de US$2 bilhões por 12 anos para seus direitos de mídia fora dos Estados Unidos. A Discovery afirmou que planejava estabelecer um serviço de streaming internacional dedicado a esses direitos. Em outubro de 2018, a Discovery formou sua divisão Discovery Golf nomeando o vice-presidente executivo da Eurosport, Alex Kaplan, como presidente e gerente geral da divisão, e anunciou oficialmente que o serviço seria conhecido como GolfTV, que substituiria o PGA Tour Live internacional.
A GolfTV foi lançada oficialmente em 1º de janeiro de 2019,  com eventos do PGA Tour disponíveis para usuários na Austrália, Canadá, Itália, Japão, Holanda, Portugal, Rússia e Espanha. Os direitos serão expandidos à medida que os acordos existentes com emissoras internacionais expirarem, começando com Polônia e Coreia do Sul em 2020, Bélgica, China, Alemanha e África do Sul em 2021, Dinamarca, Finlândia, Índia, Noruega, Suécia e Reino Unido em 2022 e França em 2024.
Em novembro de 2018, a GolfTV anunciou que havia assinado com Tiger Woods como parceiro de conteúdo sob um contrato de vários anos. Isso inclui uma série de vídeos instrutivos,  e uma série de eventos com Woods, fortemente inspirado em seu evento de 2018, The Match: Tiger vs. Fil. O primeiro deles, The Challenge: Japan Skins, foi realizado em 21 de outubro de 2019, no Japão, e exibido nos Estados Unidos no Golf Channel.
Em dezembro de 2018, a Discovery e o European Tour chegaram a um acordo de direitos de vários anos, sob o qual a GolfTV adquiriria direitos de transmissão do Tour em vários mercados asiáticos, europeus e latino-americanos, incluindo direitos exclusivos na Itália, Romênia, Rússia, Espanha e Turquia e direitos digitais em outros lugares. Os direitos também incluem a Ryder Cup 2020 e 2022 em mercados selecionados. Na Europa, o acordo exclui Dinamarca, Finlândia, França, Irlanda, Noruega, Suécia e Reino Unido.
A GolfTV também transmite o LPGA Tour na América Latina, Caribe, Oriente Médio, Norte da África e Índia.